# Antonio Filippini
Antonio Filippini (Brescia, 3 luglio 1973) è un allenatore di calcio ed ex calciatore italiano, di ruolo centrocampista.

## Biografia
Ha un fratello gemello, Emanuele, con il quale ha militato in più occasioni nella stessa squadra.

## Carriera

### Giocatore
Dopo aver mosso i primi passi nella Voluntas ed essere cresciuto nel Brescia, viene inizialmente ceduto in prestito per tre anni all'Ospitaletto, dove dal 1992 al 1995 colleziona 93 presenze ed 8 reti.
Tornato al Brescia, esordisce in massima serie il 31 agosto 1997 in Inter-Brescia (2-1). Resta in Lombardia per nove stagioni, collezionando in totale 266 presenze condite da 15 gol e giocando con Roberto Baggio e Pep Guardiola.
Acquistato dal Palermo il 22 gennaio 2004, contribuisce alla promozione della squadra siciliana in Serie A con 21 presenze e 2 reti.
Il 31 agosto 2004 passa in prestito alla Lazio, con cui giocò la stagione 2004-2005 realizzando 2 reti in 36 apparizioni. Esordisce anche in campo internazionale partecipando alla Coppa Uefa. A fine stagione passò quindi al Treviso neopromosso in Serie A. Qui colleziona 32 presenze nell'unico anno di militanza in Veneto.
Nel 2006 si trasferisce al Livorno, giocherà con gli amaranto per 4 anni partecipando anche alla Coppa Uefa. Dopo tre anni in Serie A ed una in Serie B lascia Livorno.
Nel settembre del 2010 ritorna, dopo sei anni di assenza, al Brescia, squadra in cui aveva già disputato 266 partite. L'accordo col presidente Luigi Corioni viene raggiunto il 2 settembre 2010 prevedendo, prima della firma del contratto, un periodo di prova per valutarne le condizioni fisiche. Il 10 settembre 2010 viene ufficializzato il suo ingaggio con la firma di un contratto annuale. Chiude la stagione con 15 partite di campionato ed una in Coppa Italia.

### Allenatore
Al termine della stagione 2010-2011 si ritira dal calcio giocato diventando allenatore dei Giovanissimi Nazionali del Brescia.
Il 25 giugno 2012 viene ingaggiato dal FeralpiSalò, insieme al fratello Emanuele, dove ricoprirà il ruolo di allenatore della formazione Berretti fino al giugno 2014.
Nel 2014-2015 frequenta a Coverciano il corso di abilitazione per il master di allenatori professionisti Prima Categoria-UEFA Pro.
Nel 2015 si trasferisce in Australia, Sydney, ed allena la formazione giovanile Under 15 dell’Academy Milan F.C.
Il 15 febbraio 2016 approda sulla panchina del Lumezzane, portando la squadra alla salvezza diretta. Il 20 giugno seguente rinnova fino al 2019 con il club valgobbino, venendo però esonerato l'11 ottobre per divergenze tecniche lasciando comunque la squadra a metà classifica.
Il 6 novembre 2017 diventa il nuovo tecnico del Trento, ultimo in classifica. Il 30 marzo, decide di dimettersi dall'incarico a quattro giornate dalla fine del campionato. Dopo un ottimo girone di ritorno, lascia la squadra in zona salvezza.
Dal novembre 2019 è vice allenatore di Roberto Breda al Livorno, sua ex squadra. Il mese seguente viene confermato anche con l’arrivo di Paolo Tramezzani. L’8 marzo 2020, con il secondo esonero di Roberto Breda, viene nominato allenatore della squadra amaranto con David Balleri come vice, facendo esordire molti giovani del vivaio. Nel frattempo frequentava un corso di psicologia sportiva sulla gestione delle dinamiche di gruppo ottenendo un attestato di Mental Coach professionista. Alla fine del campionato gli amaranto conquisteranno 21 punti retrocedendo; Filippini lascia il club amaranto avendo messo insieme una sola vittoria e nove sconfitte.
Sfumata la trattativa con il presidente Massimo Cellino per un suo ritorno al Brescia come dirigente, il 29 marzo 2021 diventa allenatore della Pro Sesto che si trova in quel momento al 15º posto in Serie C. Il 3 aprile al debutto pareggia per 2-2 con il Pontedera. Con una vittoria, due pareggi e due sconfitte porta la Pro Sesto alla salvezza con 43 punti evitando i play-out e condannando alla retrocessione il Livorno, sua ex squadra, con la vittoria per 0-2 all’ultima giornata. A fine stagione Filippini viene confermato dalla società. Il 19 settembre seguente, dopo sole quattro partite (un pareggio e tre sconfitte), viene esonerato.
Il 3 gennaio 2023 viene ufficializzato il suo incarico come nuovo allenatore del Genoa femminile, penultimo in Serie B con 8 punti dopo 12 turni, in sostituzione di Marco Oneto. Termina il campionato all'11º posto, centrando la salvezza.
L'anno successivo, sotto la sua guida, il Genoa Women chiude al settimo posto in Serie B, registrando il suo miglior piazzamento fino ad allora. A fine stagione lascerà la società.

## Statistiche

### Presenze e reti nei club
| Stagione           | Squadra            | Campionato         | Campionato | Campionato | Coppe nazionali | Coppe nazionali | Coppe nazionali | Coppe continentali | Coppe continentali | Coppe continentali | Altre coppe | Altre coppe | Altre coppe | Totale | Totale |
| Stagione           | Squadra            | Comp               | Pres       | Reti       | Comp            | Pres            | Reti            | Comp               | Pres               | Reti               | Comp        | Pres        | Reti        | Pres   | Reti   |
| ------------------ | ------------------ | ------------------ | ---------- | ---------- | --------------- | --------------- | --------------- | ------------------ | ------------------ | ------------------ | ----------- | ----------- | ----------- | ------ | ------ |
| 1992-1993          | Ospitaletto        | C2                 | 28         | 1          | CI-C            | 0               | 0               | -                  | -                  | -                  | -           | -           | -           | 28     | 1      |
| 1993-1994          | Ospitaletto        | C2                 | 33         | 5          | CI-C            | 0               | 0               | -                  | -                  | -                  | -           | -           | -           | 33     | 5      |
| 1994-1995          | Ospitaletto        | C1                 | 32         | 2          | CI-C            | 0               | 0               | -                  | -                  | -                  | -           | -           | -           | 32     | 2      |
| Totale Ospitaletto | Totale Ospitaletto | Totale Ospitaletto | 93         | 8          |                 | 0               | 0               |                    | -                  | -                  |             | -           | -           | 93     | 8      |
| 1995-1996          | Brescia            | B                  | 29         | 3          | CI              | 1               | 0               | -                  | -                  | -                  | -           | -           | -           | 30     | 3      |
| 1996-1997          | Brescia            | B                  | 32         | 0          | CI              | 1               | 0               | -                  | -                  | -                  | -           | -           | -           | 33     | 0      |
| 1997-1998          | Brescia            | A                  | 29         | 1          | CI              | 2               | 0               | -                  | -                  | -                  | -           | -           | -           | 31     | 1      |
| 1998-1999          | Brescia            | B                  | 36         | 2          | CI              | 4               | 1               | -                  | -                  | -                  | -           | -           | -           | 40     | 3      |
| 1999-2000          | Brescia            | B                  | 35         | 2          | CI              | 2               | 1               | -                  | -                  | -                  | -           | -           | -           | 37     | 3      |
| 2000-2001          | Brescia            | A                  | 28         | 1          | CI              | 4               | 0               | -                  | -                  | -                  | -           | -           | -           | 32     | 1      |
| 2001-2002          | Brescia            | A                  | 32         | 1          | CI              | 5               | 1               | Int                | 4                  | 0                  | -           | -           | -           | 41     | 2      |
| 2002-2003          | Brescia            | A                  | 29         | 1          | CI              | 2               | 0               | -                  | -                  | -                  | -           | -           | -           | 31     | 1      |
| 2003-gen. 2004     | Brescia            | A                  | 16         | 3          | CI              | 0               | 0               | Int                | 1                  | 0                  | -           | -           | -           | 17     | 3      |
| gen.-giu. 2004     | Palermo            | B                  | 21         | 2          | CI              | 0               | 0               | -                  | -                  | -                  | -           | -           | -           | 21     | 2      |
| 2004-2005          | Lazio              | A                  | 36         | 2          | CI              | 2               | 2               | CU                 | 4                  | 0                  | -           | -           | -           | 42     | 4      |
| 2005-2006          | Treviso            | A                  | 32         | 0          | CI              | 0               | 0               | -                  | -                  | -                  | -           | -           | -           | 32     | 0      |
| ago. 2006          | Treviso            | B                  | 0          | 0          | CI              | 1               | 0               | -                  | -                  | -                  | -           | -           | -           | 1      | 0      |
| Totale Treviso     | Totale Treviso     | Totale Treviso     | 32         | 1          |                 | 1               | 0               |                    | -                  | -                  |             | -           | -           | 33     | 1      |
| ago. 2006-2007     | Livorno            | A                  | 36         | 2          | CI              | 1               | 0               | CU                 | 6                  | 0                  | -           | -           | -           | 43     | 2      |
| 2007-2008          | Livorno            | A                  | 26         | 0          | CI              | 1               | 0               | -                  | -                  | -                  | -           | -           | -           | 27     | 0      |
| 2008-2009          | Livorno            | B                  | 23+4       | 1          | CI              | 3               | 1               | -                  | -                  | -                  | -           | -           | -           | 30     | 2      |
| 2009-2010          | Livorno            | A                  | 24         | 1          | CI              | 2               | 0               | -                  | -                  | -                  | -           | -           | -           | 26     | 1      |
| Totale Livorno     | Totale Livorno     | Totale Livorno     | 109+4      | 4          |                 | 7               | 1               |                    | 6                  | 0                  |             | -           | -           | 126    | 5      |
| 2010-2011          | Brescia            | A                  | 15         | 0          | CI              | 1               | 0               | -                  | -                  | -                  | -           | -           | -           | 16     | 0      |
| Totale Brescia     | Totale Brescia     | Totale Brescia     | 281        | 14         |                 | 22              | 3               |                    | 5                  | 0                  |             | -           | -           | 308    | 17     |
| Totale carriera    | Totale carriera    | Totale carriera    | 572+4      | 30         |                 | 32              | 6               |                    | 15                 | 0                  |             | -           | -           | 623    | 36     |

### Statistiche da allenatore
Statistiche aggiornate al 2 maggio 2021.
| Stagione         | Squadra          | Campionato       | Campionato | Campionato | Campionato | Campionato | Coppe nazionali | Coppe nazionali | Coppe nazionali | Coppe nazionali | Coppe nazionali | Altre coppe | Altre coppe | Altre coppe | Altre coppe | Altre coppe | Totale | Totale | Totale | Totale | % Vittorie | Piazzamento                     |
| Stagione         | Squadra          | Comp             | G          | V          | N          | P          | Comp            | G               | V               | N               | P               | Comp        | G           | V           | N           | P           | G      | V      | N      | P      | %          | Piazzamento                     |
| ---------------- | ---------------- | ---------------- | ---------- | ---------- | ---------- | ---------- | --------------- | --------------- | --------------- | --------------- | --------------- | ----------- | ----------- | ----------- | ----------- | ----------- | ------ | ------ | ------ | ------ | ---------- | ------------------------------- |
| 2015-2016        | Lumezzane        | LP               | 12         | 6          | 4          | 2          | CI-LP           | -               | -               | -               | -               | -           | -           | -           | -           | -           | 12     | 6      | 4      | 2      | 50,00      | Subentrato, 13º                 |
| 2016-2017        | Lumezzane        | LP               | 8          | 2          | 2          | 4          | CI-LP           | 2               | 1               | 0               | 1               | -           | -           | -           | -           | -           | 10     | 3      | 2      | 5      | 30,00      | Esonerato                       |
| Totale Lumezzane | Totale Lumezzane | Totale Lumezzane | 20         | 8          | 6          | 6          |                 | 2               | 1               | 0               | 1               |             | -           | -           | -           | -           | 22     | 9      | 6      | 7      | 40,91      |                                 |
| 2017-2018        | Trento           | D                | 15         | 7          | 2          | 6          | CI-D            | -               | -               | -               | -               | -           | -           | -           | -           | -           | 15     | 7      | 2      | 6      | 46,67      | Subentrato, dimesso             |
| mar.-giu. 2020   | Livorno          | B                | 10         | 1          | 0          | 9          | CI              | -               | -               | -               | -               | -           | -           | -           | -           | -           | 10     | 1      | 0      | 9      | 10,00      | Subentrato, 20º (retrocessione) |
| mar.-giu. 2021   | Pro Sesto        | C                | 5          | 1          | 2          | 2          | -               | -               | -               | -               | -               | -           | -           | -           | -           | -           | 5      | 1      | 2      | 2      | 20,00      | Subentrato, 17º                 |
| 2021-2022        | Pro Sesto        | C                | 4          | 0          | 1          | 3          | CI-C            | 1               | 0               | 0               | 1               | -           | -           | -           | -           | -           | 5      | 0      | 1      | 4      | &0,00      | Esonerato                       |
| Totale Pro Sesto | Totale Pro Sesto | Totale Pro Sesto | 9          | 1          | 3          | 5          |                 | 1               | 0               | 0               | 1               |             | -           | -           | -           | -           | 10     | 1      | 3      | 6      | 10,00      |                                 |
| Totale Carriera  | Totale Carriera  | Totale Carriera  | 54         | 17         | 11         | 26         |                 | 3               | 1               | 0               | 2               |             |             |             |             |             | 57     | 18     | 11     | 28     | 31,58      |                                 |

### Calcio femminile
Statistiche aggiornate al 15 maggio 2022.
| Stagione        | Squadra         | Campionato      | Campionato | Campionato | Campionato | Campionato | Coppe nazionali | Coppe nazionali | Coppe nazionali | Coppe nazionali | Coppe nazionali | Coppe continentali | Coppe continentali | Coppe continentali | Coppe continentali | Coppe continentali | Altre coppe | Altre coppe | Altre coppe | Altre coppe | Altre coppe | Totale | Totale | Totale | Totale | % Vittorie | Piazzamento |
| Stagione        | Squadra         | Comp            | G          | V          | N          | P          | Comp            | G               | V               | N               | P               | Comp               | G                  | V                  | N                  | P                  | Comp        | G           | V           | N           | P           | G      | V      | N      | P      | %          | Piazzamento |
| --------------- | --------------- | --------------- | ---------- | ---------- | ---------- | ---------- | --------------- | --------------- | --------------- | --------------- | --------------- | ------------------ | ------------------ | ------------------ | ------------------ | ------------------ | ----------- | ----------- | ----------- | ----------- | ----------- | ------ | ------ | ------ | ------ | ---------- | ----------- |
| gen.-giu. 2023  | Genoa           | B               | 18         | 7          | 2          | 9          | CI              | -               | -               | -               | -               | -                  | -                  | -                  | -                  | -                  | -           | -           | -           | -           | -           | 18     | 7      | 2      | 9      | 38,89      | Sub., 11º   |
| Totale carriera | Totale carriera | Totale carriera | 18         | 7          | 2          | 9          |                 | 0               | 0               | 0               | 0               |                    | -                  | -                  | -                  | -                  |             | -           | -           | -           | -           | 18     | 7      | 2      | 9      | 38,89      |             |

## Curiosità
Per festeggiare la promozione del Palermo in Serie A al termine della stagione 2003-2004, Antonio palesa la sua passione per la musica rock, suonando la chitarra in un concerto eseguito nella Curva Nord dello Stadio Renzo Barbera insieme al gemello Emanuele ed Andrea Gasbarroni.

## Palmarès

### Giocatore
- Campionato italiano di Serie B: 4

Brescia: 1996-1997, 1999-2000
Palermo: 2003-2004
Livorno: 2008-2009